# Smil z Líšnice
Smil z Líšnice († pravděpodobně v roce 1396) byl moravský šlechtic z líšnické větve rodu pánů z Kunštátu.

## Život
Jeho otcem byl zakladatel líšnické větve Boček z Líšnice. 
První písemná zmínka o Smilovi pochází z roku 1355, kdy ho jeho matka Anka vzala ve spolek na své věno. 
Roku 1365 se Smil oženil s vdovou po zámožném brněnském měšťanovi a vyženil tak mimo jiné i dům v Brně, kam se nastěhoval a snažil se vést společenský život, který ho nakonec dostal k stykům s moravským markrabětem Janem Jindřichem. Roku 1371 figuroval mezi biskupskými leníky a v roce 1373 ho Jan Jindřich pověřil kontrolou brněnských účtů. Od roku 1375 se účastnil zemských soudů. 
Po ovdovění se Smil podruhé oženil. Jeho druhou manželkou se stala Keruše z Vartenberka, která se uvádí roku 1371. Smil se snažil rozmnožovat své majetky, je uveden na velkém množství transakcí. V polovině 80. let se dostal k významnějšímu postavení na markraběcím dvoře a roku 1385 se účastnil tažení moravských markrabat Jošta a Prokopa do Uher, jehož cílem mělo být získání Uher pro jejich bratrance Zikmunda Lucemburského. V letech 1386–1388 Smil působil ve funkci bratislavského župana a kastelána jako zástupce moravských markrabat. Ke konci svého života si pořídil dům v Olomouci, kam se přestěhoval. Naposledy se uvádí roku 1396, kdy pravděpodobně zemřel.

## Potomstvo Smila
- Boček z Opatovic
- Heralt z Kunštátu a Líšnice
- Oldřich z Líšnice
- Eliška